# Понті (провінція Алессандрія)
Понті (італ. Ponti, п'єм. Póit) — муніципалітет в Італії, у регіоні П'ємонт,  провінція Алессандрія.
Понті розташоване на відстані близько 460 км на північний захід від Рима, 75 км на південний схід від Турина, 38 км на південний захід від Алессандрії.
Населення — 608 осіб (2014).
Щорічний фестиваль відбувається 20 січня. Покровитель — San Sebastiano.

## Демографія
Населення за роками:

Станом на 1 січня 2023 року в муніципалітеті офіційно проживали 43 іноземці з 11 країн, серед них 25 громадян країн Євросоюзу та 1 громадянин України.

## Сусідні муніципалітети
- Бістаньо
- Кастеллетто-д'Ерро
- Деніче
- Монастеро-Борміда
- Монтек'яро-д'Аккуї
- Сессаме